# Liste des souverains des Pays-Bas espagnols et autrichiens

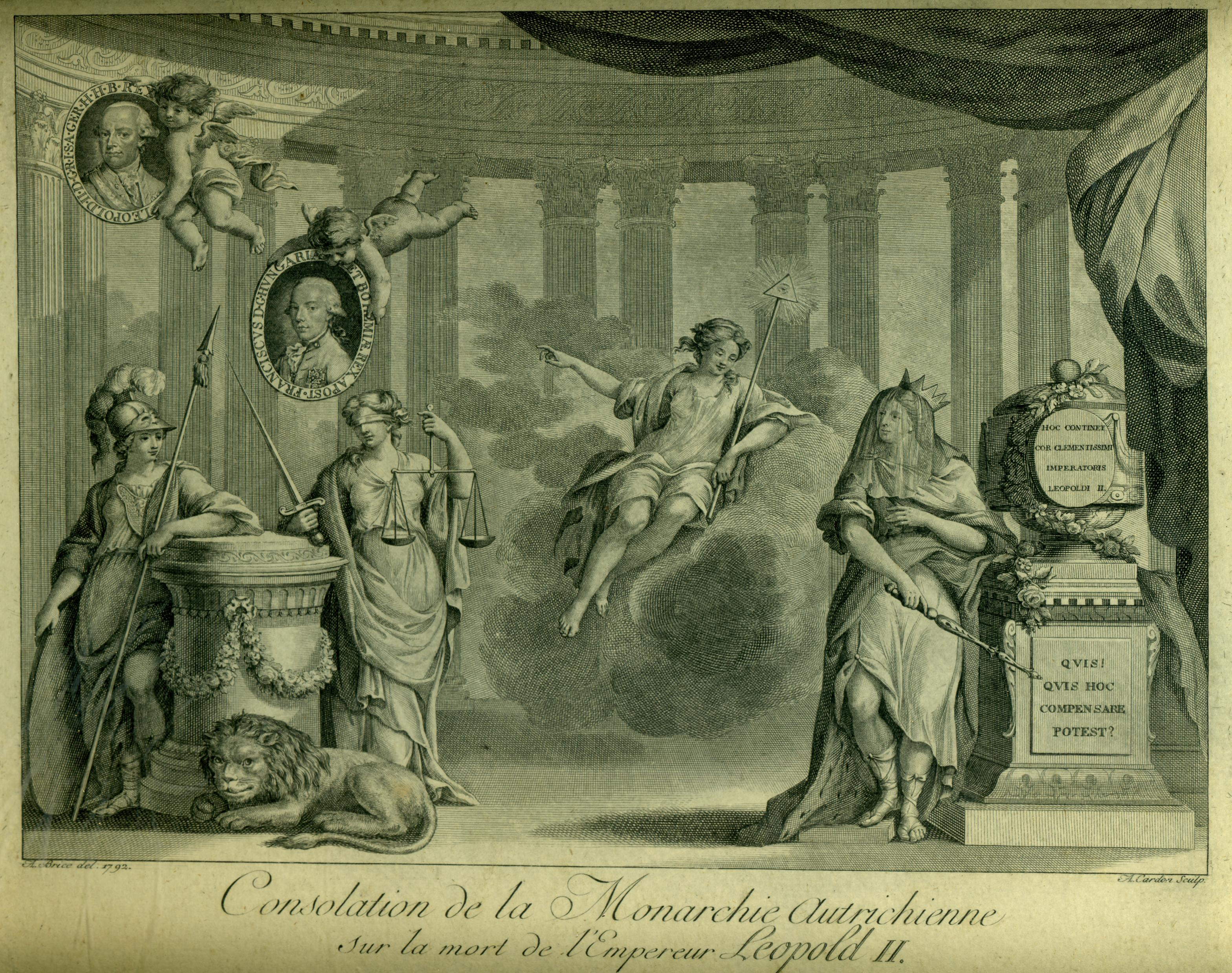
Consolation de la Monarchie autrichienne sur la mort de l'Empereur Léopold II auquel succédera sur le trône impérial l'empereur François II, qui sera souverain légitime des Pays-Bas jusqu'au traité de Campo-Formio du 25 octobre 1797 où il cède à perpétuité ses possessions des Pays-Bas à la République Française (Dessin d'Antoine Brice gravé par Antoine Cardon).

Les Pays-Bas espagnols sont issus des Pays-Bas bourguignons, partie de l'État bourguignon de Charles le Téméraire. 
Les dix-sept provinces des Pays-Bas, de la Frise à l'Artois, échoient en 1506 à Charles Quint (Charles de Gand), qui va aussi hériter par ailleurs de la couronne d'Espagne et des possessions autrichiennes de la maison de Habsbourg et être élu empereur en 1519. En 1555, il décide d'abdiquer toutes ses charges et attribue les Pays-Bas à son fils Philippe, qui reçoit aussi la couronne d'Espagne, tandis que les possessions autrichiennes sont attribuées à Ferdinand, frère cadet de Charles, qui se fait aussi élire empereur. 
Le règne de Philippe II sur les Pays-Bas est marqué à partir de 1566 par la révolte des Gueux, qui devient en 1568 une guerre menée par Guillaume d'Orange (« Guillaume le Taciturne »). Le 26 juillet 1581, par l'acte de La Haye, les États généraux des provinces réunies dans l'union d'Utrecht (janvier 1579) prononcent la déchéance de Philippe II de tous ses droits sur les Pays-Bas. Dans les faits, la souveraineté de Philippe existe encore sur les provinces du sud (union d'Arras) et sur les territoires occupés par l'armée espagnole. En 1585, la prise d'Anvers par Alexandre Farnèse marque le terme de la reconquête espagnole. 
Au nord, les Provinces-Unies sont formées des sept provinces qui ont réussi à maintenir l'état de sécession. Au sud, dix provinces restent sous la souveraineté de Philippe, formant les Pays-Bas espagnols. Cette situation de fait sera formalisée seulement en 1648 par le traité de Münster, par lequel la couronne d'Espagne reconnaît l'indépendance de la république des Sept Provinces-Unies des Pays-Bas, couramment appelée « Provinces-Unies ». 
En 1714, à la suite de la guerre de Succession d'Espagne, les Pays-Bas espagnols sont transférés à la maison d'Autriche, devenant les « Pays-Bas autrichiens », qui prennent fin en 1797 au traité de Campo-Formio.
La liste des souverains des Pays-Bas espagnols commence avec Charles Quint, père de Philippe II, premier descendant de Charles le Téméraire à occuper aussi le trône d'Espagne.

## Les souverains des Pays-Bas espagnols (1506-1714)
| Portrait                                   | Nom                                                        | Règne                                   | Notes | Armoiries                               |
| ------------------------------------------ | ---------------------------------------------------------- | --------------------------------------- | --- | --------------------------------------- |
| Charles Ier                                | Charles Quint (24 février 1500 – 21 septembre 1558)        | 1506–1555                               | En 1506, à la mort de son père le roi Philippe le Beau, Charles hérite des Pays-Bas bourguignons. |                                         |
| Philippe II                                | Philippe II d'Espagne (21 mai 1527 – 13 septembre 1598)    | 1556-1581                               | Fils aîné de Charles Quint. Devient souverain des Pays-Bas et roi d'Espagne après son abdication. | Armes de Charles Ier                    |
| Philippe II                                | Philippe II d'Espagne (21 mai 1527 – 13 septembre 1598)    | Indépendance des Provinces-Unies (1581) | | Armes de Charles Ier                    |
| Philippe II                                | Philippe II d'Espagne (21 mai 1527 – 13 septembre 1598)    | 1581-1598                               | Les provinces du Nord proclament la déchéance de Philippe II. Elles se cherchent dans un premier temps un nouveau souverain avant de s'organiser peu à peu en république sous l'autorité d'un ou plusieurs stathouders. | Armes de Charles Ier                    |
| Isabelle d'Autriche                        | Isabelle d'Autriche (12 août 1566 – 1er décembre 1633)     | 1598-1621                               | Fille de Philippe II, à l’occasion de son mariage avec elle reçoit en dot la souveraineté sur les provinces restées loyales, qu'elle partage avec son mari. Le traité précise cependant que si l'un des deux époux décède avant la naissance d'un héritier les Pays-Bas retournent à l'Espagne. Si elle et son époux ont le titre de souverains, ils jouent plutôt le rôle de gouverneurs généraux pour le compte de Philippe III. | Armes de Charles Ier                    |
| Albert d'Autriche                          | Albert d'Autriche (14 avril 1578 – 13 juillet 1621)        | 1598-1621                               | Mari de l'infante Isabelle d'Autriche, partage le pouvoir avec elle jusqu'à sa mort. | Armes de Charles Ier                    |
| Philippe IV                                | Philippe IV d'Espagne (8 avril 1605 – 17 septembre 1665)   | 1621-1665                               | Fils aîné de Philippe III, il retrouve la souveraineté après le décès de Albert de Habsbourg, mais confirme l'infante Isabelle comme régente et gouvernante. | Armes des rois d'Espagne de 1580 à 1668 |
| Charles II                                 | Charles II d'Espagne (6 novembre 1661 – 1er novembre 1700) | 1665-1700                               | Fils de Philippe IV. Mort sans descendance, ce qui entraîne la guerre de succession d'Espagne. | Armes des rois d'Espagne de 1668 à 1700 |
| Philippe V                                 | Philippe V d'Espagne (19 décembre 1683 – 9 juillet 1746)   | 1700-1710                               | Petit-fils de Louis XIV, et arrière-petit-fils de Philippe IV, désigné comme héritier par Charles II. Les Habsbourg autrichiens réclament la souveraineté des Pays-Bas dont ils sont les héritiers directs par Philippe le Beau. | Armes de Philippe V                     |
| Guerre de succession d'Espagne (1710-1715) |                                                            |                                         | | Armes de Philippe V                     |

## Les souverains des Pays-Bas autrichiens (1714-1797)
| Portrait | Nom                                                             | Règne | Notes | Armoiries |
| -------- | --------------------------------------------------------------- | --- | --- | --------- |
|          | Charles VI du Saint-Empire (1er octobre 1685 - 20 octobre 1740) | 1715-1740 | Héritier agnatique des droits des Habsbourg sur les Pays-Bas par Ferdinand Ier, second fils de Philippe le Beau et frère de Charles Quint.   |           |
|          | Marie-Thérèse d'Autriche (13 mai 1717 - 29 novembre 1780)       | 1740-1780 | Fille aînée de Charles VI, elle est l'épouse de l'empereur François de Lorraine. Ils sont les fondateurs de la maison de Habsbourg-Lorraine. |           |
|          | Joseph II du Saint-Empire (13 mars 1741 - 20 février 1790)      | 1780-1790 | Fils aîné de l'empereur François de Lorraine et de Marie-Thérèse d'Autriche.                                                                 |           |
|          | Léopold II du Saint-Empire (5 mai 1747 - 1er mars 1792)         | 1790-1792 | Troisième fils de l'empereur François de Lorraine et de Marie-Thérèse d’Autriche.                                                            |           |
|          | François II du Saint-Empire (12 février 1768 - 2 mars 1835)     | 1792-souverain légal jusqu'en 1797, cède à perpétuité le 25 octobre 1797 lors du traité de Campo-Formio la souveraineté sur les Pays-Bas autrichiens à la République française. | Fils aîné de l'empereur Léopold II et de Marie-Louise de Bourbon, infante d'Espagne                                                          |           |

## Généalogies

### Charles Quint et ses descendants (1500-1792)
- Charles Quint
  -  Philippe II d'Espagne
    -  Isabelle d'Autriche +  Albert d'Autriche
    - Philippe III d'Espagne
      -  Philippe IV d'Espagne
        -  Charles II d'Espagne
        - Marie-Thérèse d'Autriche
          - Louis de France
            -  Philippe V d'Espagne

      - Marie-Anne d'Autriche
        - Léopold Ier du Saint-Empire
          -  Charles VI du Saint-Empire
            -  Marie-Thérèse d'Autriche
              -  Joseph II du Saint-Empire
              -  Léopold II du Saint-Empire

### Les rois de Hollande (1806-1810)
- Louis Ier des Pays-Bas
  -  Louis II des Pays-Bas

### Les rois des Pays-Bas (depuis 1815)
- Guillaume Ier des Pays-Bas
  -  Guillaume II des Pays-Bas
    -  Guillaume III des Pays-Bas
      -  Wilhelmine des Pays-Bas
        -  Juliana des Pays-Bas
          -  Beatrix des Pays-Bas
            -  Willem-Alexander des Pays-Bas

## Chronologie de la fin des Pays-Bas autrichiens à la création de la Belgique (1792-1830)
- 1792-1793 : conquête française par les armées de Dumouriez.
- 1804-1814 : Napoléon Ier, empereur des Français.
- 1815 : création du royaume des Pays-Bas.
- 1830 : révolte et indépendance de la Belgique.